# كريستين هوستون
كريستين هوستون (بالإنجليزية: Christine Houston)‏ هي كاتِبة وكاتبة سيناريو وكاتبة مسرحية أمريكية، ولدت في 1948.

## وصلات خارجية
- كريستين هوستون على موقع IMDb (الإنجليزية)